# Prieuré de Sion
Prieuré de Sion, (Sions priorat), är ett samlingsnamn för flera grupper, såväl verkliga som fiktiva. Den mest uppmärksammade organisationen är ett brödraskap som grundades 1956 i Frankrike (enligt 1901 års franska lag om föreningar) av Pierre Plantard. Under 1960-talet skapade Plantard en fiktiv bakgrund för gruppen där han beskrev den som ett hemligt sällskap grundat 1099 av Gottfrid av Bouillon på Sion under Kungariket Jerusalem och sammansmälte den därigenom med en verklig, historisk orden som höll till i Dormition-klostret. Enligt Plantards version arbetade klostret på att insätta en hemlig hereditet av merovingerna på Frankrikes och andra europeiska troner. Denna myt utvidgades och populariserades 1982 i den pseudohistoriska boken Heligt blod, helig Gral som 2003, i förordet till romanen Da Vinci-koden, hävdades vara korrekt.

## The Holy Blood and the Holy Grail
Den kontroversiella boken The Holy Blood and the Holy Grail (Heligt blod, helig Gral) av historikerna Michael Baigent, Richard Leigh, och författaren Henry Lincoln, baserades till stor del på Pierre Plantards skapelse[källa behövs] och där framkom följande uppgifter:
- Prieuré de Sion har en lång historia som börjar år 1099 och haft en betydande mängd stormästare, däribland Isaac Newton och Leonardo da Vinci (se förteckningen över stormästare nedan);
- Tempelherreorden skapades av Prieuré de Sion som ett militärt och ekonomiskt ansikte utåt;
- Ett av huvudmålen för Prieuré de Sion är att återföra Merovingiska dynastin till kungatronerna i Europa och Jerusalem (se nedan);
- Prieuré de Sions främsta uppgift är att bevara hemligheten om en blodslinje som framställer Merovingerna som ättlingar till Jesus Kristus och Maria Magdalena eller, åtminstone, Kung David;
- Romersk-katolska kyrkan försökte mörda alla medlemmar av denna dynasti och deras beskyddare, Tempelherreorden, för att behålla makten i den apostoliska successionen genom Petrus istället för blodsbanden genom Maria Magdalena.

Författarna till boken menade därutöver att ett slutligt mål för Prieuré de Sion är:
- Skapandet av ett "Heligt europeiskt imperium" som skulle bli nästa stora världsmakt;
- Etablerandet av en messianistisk mystisk statsreligion genom att uppenbara Graal;
- Installerandet av en "Rex Deus" på Israels tron.

Baigent, Leigh, och Lincoln infogade även Sions vises protokoll i sin tes, för att visa att protokollet refererar till Prieuré de Sions verksamhet. 
Historiker har emellertid kritiserat The Holy Blood and the Holy Grail för att förvränga historien till en komplex konspirationsteori[källa behövs]. Franska författare som Franck Marie (1978), Jean-Luc Chaumeil (1979, 1984, 1992) och Pierre Jarnac (1985, 1988) tog aldrig Pierre Plantard och Prieuré de Sion så allvarligt och bokstavstroget som Baigent, Lincoln och Leigh utan visade i detalj på vad de ansåg att Holy Blood-författarna hade utelämnat i sin efterforskning och varför de ansåg att de inte gjort ett fullgott arbete. Det finns helt enkelt inga kända källor, utom vederlagda falsarier och skönlitteratur, till att Prieuré de Sion skulle existera[källa behövs].
År 1989 försökte Pierre Plantard förgäves rädda sitt rykte genom att hävda att Prieuré de Sion istället hade grundats 1681 i Rennes-le-Château[källa behövs].

## Da Vincikodenoch populärkulturella referenser
Som ett resultat av Dan Browns bästsäljande roman Da Vincikoden och filmatiseringen med samma namn, har Prieuré de Sion åter väckt intresse och fått mycket uppmärksamhet. Browns roman anknyter till ovanstående mytiska version av Prieuré de Sion, med grundande 1099, stormästare som Leonardo da Vinci, Victor Hugo, och Sir Isaac Newton etc. Författaren har presenterat detta som fakta i ett påstått icke-fiktivt förord samt vid publika framträdanden och intervjuer. 
Prieuré de Sion har även tidigare haft inflytande på populärkulturen, och förekommit i så skilda sammanhang som TV-serien Millennium, Jane Jensens äventyrsspel Gabriel Knight III: Blood of the Sacred, Blood of the Damned och romanen Foucaults pendel av Umberto Eco, som sammanväver många historiska konspirationselement och inleds med upptäckten av ett antikt franskt dokument, likt det som Plantard skrivit om Prieuré de Sion.

## Stormästare i Prieuré de Sion
Prieuré de Sion leddes av en stormästare, vars kompletta förteckning nedtecknades av Pierre Plantard under pseudonymen "Philippe Toscan du Plantier" år 1967. Alla stormästare valdes efter att den sittande stormästaren avlidit. Det är anmärkningsvärt att nästan uteslutande kända personer utpekats som Prieuré de Sions stormästare och att många av de valda namnen har ett intresse för alkemi och/eller heresi som en gemensam nämnare. 
1. Jean de Gisors (1188–1220)
2. Marie de Saint-Clair (1220–1266)
3. Guillaume de Gisors (1266–1307)
4. Edouard de Bar (1307–1336)
5. Jeanne de Bar (1336–1351)
6. Jean de Saint-Clair (1351–1366)
7. Blanche d'Évreux (1366–1398)
8. Nicolas Flamel (1398–1418)
9. René d'Anjou (1418–1480)
10. Yolande de Bar (1480–1483)
11. Sandro Botticelli (1483–1510)
12. Leonardo da Vinci (1510–1519)
13. Konnetabeln av Bourbon (Karl, Hertig av Bourbon) (1519–1527)
14. Ferdinand de Gonzague (1527–1575)
15. Louis Gonzaga, Hertig av Nevers (1575–1595)
16. Robert Fludd (1595–1637)
17. Johann Valentin Andreae (1637–1654)
18. Robert Boyle (1654–1691)
19. Isaac Newton (1691–1727)
20. Charles Radclyffe (1727–1746)
21. Charles de Lorraine (1746–1780)
22. Maximilian de Lorraine (1780–1801)
23. Charles Nodier (1801–1844)
24. Victor Hugo (1844–1885)
25. Claude Debussy (1885–1918)
26. Jean Cocteau (1918–1963)

Ett senare dokument, Le Cercle d'Ulysse, identifierar Francois Ducaud-Bourget, en ansedd katolik, som Stormästare efter Cocteau's död. En andra lista över stormästare i Prieuré de Sion publicerades i Vaincre No. 3, September 1989, sid. 22:
1. Jean-Tim Negri d'Albes (1681–1703)
2. François d'Hautpoul (1703–1726)
3. André-Hercule de Fleury (1726–1766)
4. Charles de Lorraine (1766–1780)
5. Maximilian de Lorraine (1780–1801)
6. Charles Nodier (1801–1844)
7. Victor Hugo (1844–1885)
8. Claude Debussy (1885–1918)
9. Jean Cocteau (1918–1963)
10. François Balphangon (1963–1969)
11. John Drick (1969–1981)
12. Pierre Plantard de Saint-Clair (1981)
13. Philippe de Chérisey (1984–1985)
14. Roger-Patrice Pelat (1985–1989)
15. Pierre Plantard de Saint-Clair (1989)
16. Thomas Plantard de Saint-Clair (1989)